# Chilam Balam

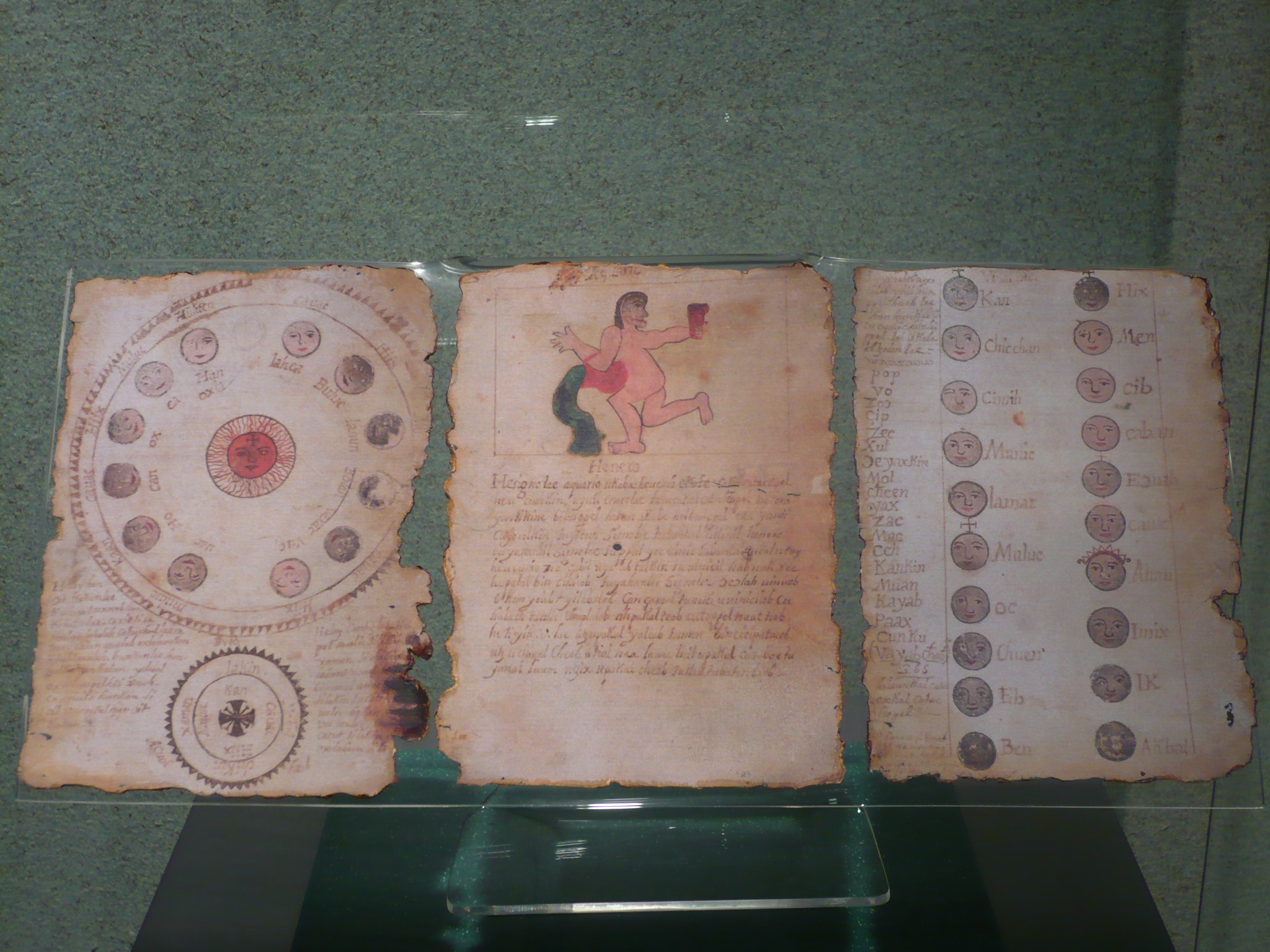
boek van Chilam Balam

De Mayaanse boeken van Chilam Balam zijn koloniale handschriften genoemd naar Yucateekse plaatsen als Chumayel, Maní en Tizimín.
Ze werden toegeschreven aan een chilan of orakelpriester genaamd Balam. De handschriften (in Europees schrift) dateren voornamelijk uit de 18e eeuw en 19e eeuw, maar bevatten ook materiaal dat teruggaat tot de jaren van de Spaanse invallen en dus nog geheel in de voor-Spaanse traditie staat.
De boeken bestaan uit een mengeling van zeer verschillende teksten, deels Spaans, deels oud-Mayaans van karakter, vooral op het gebied van de geschiedenis (koloniaal en oud-Mayaans), kalenderkunde (oud-Mayaanse tun en katun-voorspellingen, maar ook de katholieke heiligenkalender), astrologie, mythologie (wereldondergang en herschepping) en traditionele geneeskunde. Het werd sterk beïnvloed door Spaanse wichelarij. 
Door het archaïsche Yucateeks en de niet zelden duistere taal bieden de Boeken van Chilam Balam veel meer problemen voor de vertaler dan bijvoorbeeld de Popol Vuh.